# 이경석 (배구인)
이경석(李京錫, 1961년 3월 8일 ~ )은 대한민국의 전 배구 선수이자 감독이다. 고려증권의 세터 출신이다. 1994년부터 2011년까지 모교 경기대학교에서 감독을 했으며, 2011-12시즌 김상우 감독이 경질된 후 LIG의 감독에 부임했다. 2012년에는 KOVO컵에서 우승을 차지하여 LIG의 KOVO 주관 대회 첫 우승을 안겼다. 그러나 2012-13시즌 성적이 부진하여 시즌 도중 경질당했다.
현재는 KOVO 경기감독관이다.